# Matthias von Schmettow
Matthias Gottfried Dietz Johannes Graf von Schwettow (* 30. November 1925 in Buchelsdorf / Kr. Grünberg, Schlesien; † 11. April 1978 in Düsseldorf) war ein deutscher Historiker und Bibliothekar.

## Leben
Schmettows Vorfahren waren über Generationen in Schlesisch-Drehnow, im schlesischen Kreis Grünberg, als Gutsbesitzer angesiedelt. Die Mütter stammten aus Gutsbesitzerfamilien, die Väter waren zumeist Offiziere, so der Großvater Willibald von Schmettow (* 1848; † 1927) im Dienstrang eines Generalmajors. Die Eltern waren Gottfried Graf Schmettow (* 1883; † 1953), Oberstleutnant a. D., Johanniterritter, vormals auch Gutsherr in Schlesisch-Drehnow, und dessen zweite Ehefrau Marianne Freiin Blomberg-Buchelsdorf (* 1893; † 1947). Matthias von Schmettow hatte Geschwister aus beiden Ehen des Vaters.
Graf Schmettow studierte Geschichte und Englisch und legte 1954 sein Staatsexamen ab. 1956 wurde er in Berlin promoviert. 1955 wurde er Volontär an der Universitätsbibliothek der Freien Universität Berlin, 1956 Bibliotheksreferendar und 1957 legte er seine Fachprüfung ab. Anschließend war er zunächst Angestellter im Wissenschaftlichen Dienst an der Landes- und Stadtbibliothek Düsseldorf. Dort blieb er während seiner gesamten beruflichen Laufbahn und stieg bis 1971 zum Bibliotheksdirektor auf. Er war an der UB Düsseldorf Leiter der Erwerbungsabteilung und Fachreferent für Allgemeines und Geschichte.
Schmettow beschäftigte sich wissenschaftlich vorwiegend mit der Geschichte des Adels und im Speziellen mit der Geschichte des Geschlechts von Schmettow.
Matthias von Schmettow heiratete 1955 in Heidelberg Ingrid von Renesse, Tochter der Mathilde von Bülow-Trummer und des Arztes Hans von Renesse. Ingrid und Matthias haben eine Tochter und einen Sohn. Die Journalistin Leontine von Schmettow ist Schmettows Nichte.

## Schriften (Auswahl)
- Der ausländische Adel in Nordeuropa im 16.–18. Jahrhundert, Berlin 1956 (Berlin, Univ. Diss. 1956).
- Schmettau und Schmettow. Geschichte eines Geschlechts aus Schlesien. [Selbstverlag], Büderich b. Düsseldorf 1961.
- Aus der Baugeschichte der Landes- und Stadt-Bibliothek. In: Bibliothekarische Nebenstunden. Joseph Gießler zum 65. Geburtstag gewidmet, Düsseldorf 1964 (Veröffentlichungen der Landes- und Stadtbibliothek Düsseldorf; 5), S. 5–27.
- (Hrsg.): Gedenkbuch des Deutschen Adels. Starke, Limburg an der Lahn 1967 (Aus dem Deutschen Adelsarchiv; 3).
- Constantin Nörenberg. In: 200 Jahre Landes- und Stadtbibliothek Düsseldorf, Düsseldorf 1970 (Veröffentlichungen der Landes- und Stadtbibliothek Düsseldorf; 6), S. 29–52.